# 兀鲁忽乃
兀鲁忽乃（Ergene Khatun，?—?），又作斡儿乞纳、斡儿吉纳、倭耳干纳、兀儿客捏、兀勒吉捏等，蒙古斡亦剌惕人，察合台汗国的第二任可汗哈剌旭烈的妻子。她是脱劣勒赤与扯扯干之女，成吉思汗的外孙女。
兀鲁忽乃作为哈剌旭烈的长妻，深受察合台喜爱。蒙古帝国大汗贵由1246年废黜了哈剌旭烈，册立也速蒙哥为可汗。1251年，蒙哥继位为大汗，支持哈剌旭烈回国夺取汗位。哈剌旭烈在途中去世，兀鲁忽乃到达察合台汗国首都虎牙思，代宣朝旨，杀死也速蒙哥。之后名义上以哈剌旭烈和兀鲁忽乃的儿子木八剌沙为可汗，因其年幼，实际上是兀鲁忽乃奉蒙哥之命监国摄政，统治察合台汗国达十年之久。1259年，兀鲁忽乃的保护者大汗蒙哥去世，争夺汗位的忽必烈和阿里不哥都派自己支持的察合台系宗王去虎牙思夺取汗位。第二年，阿里不哥支持的阿鲁忽继承察合台汗国可汗，阿鲁忽是哈剌旭烈叔叔拜答儿之子。兀鲁忽乃去依附其姐夫阿里不哥。1262年，受阿里不哥派遣，与阿鲁忽议和。阿鲁忽收继了兀鲁忽乃，來维持汗国稳定。1266年，阿鲁忽死，兀鲁忽乃立木八剌沙为可汗。因未经忽必烈同意，忽必烈派八剌（哈剌旭烈侄）回国夺取汗位。